# Maria von Koch
Maria von Koch (* 16. Juni 1895 in Dresden; † nach 1956) war eine deutsche Ärztin und Parteifunktionärin (NSDAP und NS-Frauenschaft).

## Leben
Sie studierte Medizin und reichte 1924 als Medizinalpraktikantin in Dresden an der Universität Marburg ihre Dissertation zum Dr. med. ein. 1925 promovierte sie erfolgreich. Das Thema ihrer Doktorarbeit lautet Ueber den Aktionsstrom des Skelettmuskels bei der Azetylcholinkontraktur.
Bereits früh begann sie sich für nationalsozialistische Ideen zu interessieren und trat zum 1. Februar 1932 der NSDAP im Gau Sachsen bei (Mitgliedsnummer 923.981). Sie schloss sich auch der NS-Frauenschaft an, in der sie "Rassereferentin" für den Gau Sachsen wurde und in den folgenden Jahren zahlreiche Vorträge zu rassenpolitischen Themen hielt. In der NSDAP wurde sie Dresdner Kreisrednerin und sächsische Gauabteilungsleiterin für Gesundheitsdienst. 
Als die Führerinnenschule für die NS-Frauenschaft im Schloss Sachsenburg im Mai 1933 vom sächsischen Gauleiter Martin Mutschmann eingeweiht wurde, war sie anwesend und gab danach dort Lehrgänge zum Thema Frauenhygiene. 1934 widmete sie sich in ihren Reden Themen wie „Die Aufartung unseres Volkes im Dritten Reich“, „Blut und Rasse“ sowie der Rolle von Müttern und Frauen in der „Lebensfrage“ des Volkes. 1935 hielt sie zahlreiche öffentliche Reden zur nationalsozialistischen Rassenpolitik. Im gleichen Jahr berichtete Nelly Joest in der Druckschrift Die Arbeit der NS-Frauenschaft, Kreis Dresden über Maria von Koch und deren Mitstreiterinnen.
Im Mai 1937 war sie an der Seite an der Seite des Rassentheoretikers Wolfgang Knorr Mitorganisatorin der Tagung des Rassenpolitischen Amtes Sachsen in Zittau, wo sie als Leiterin der Hauptstelle „Frauenarbeit“ das Abschlussreferat hielt.
Nach Ende des Zweiten Weltkrieges wurde sie aufgrund ihrer NS-Vergangenheit in einem sowjetischen Speziallager in der Sowjetischen Besatzungszone und späteren DDR interniert, aus dem sie im Dezember 1952 entlassen wurde.